# Ahmad Al Harthy

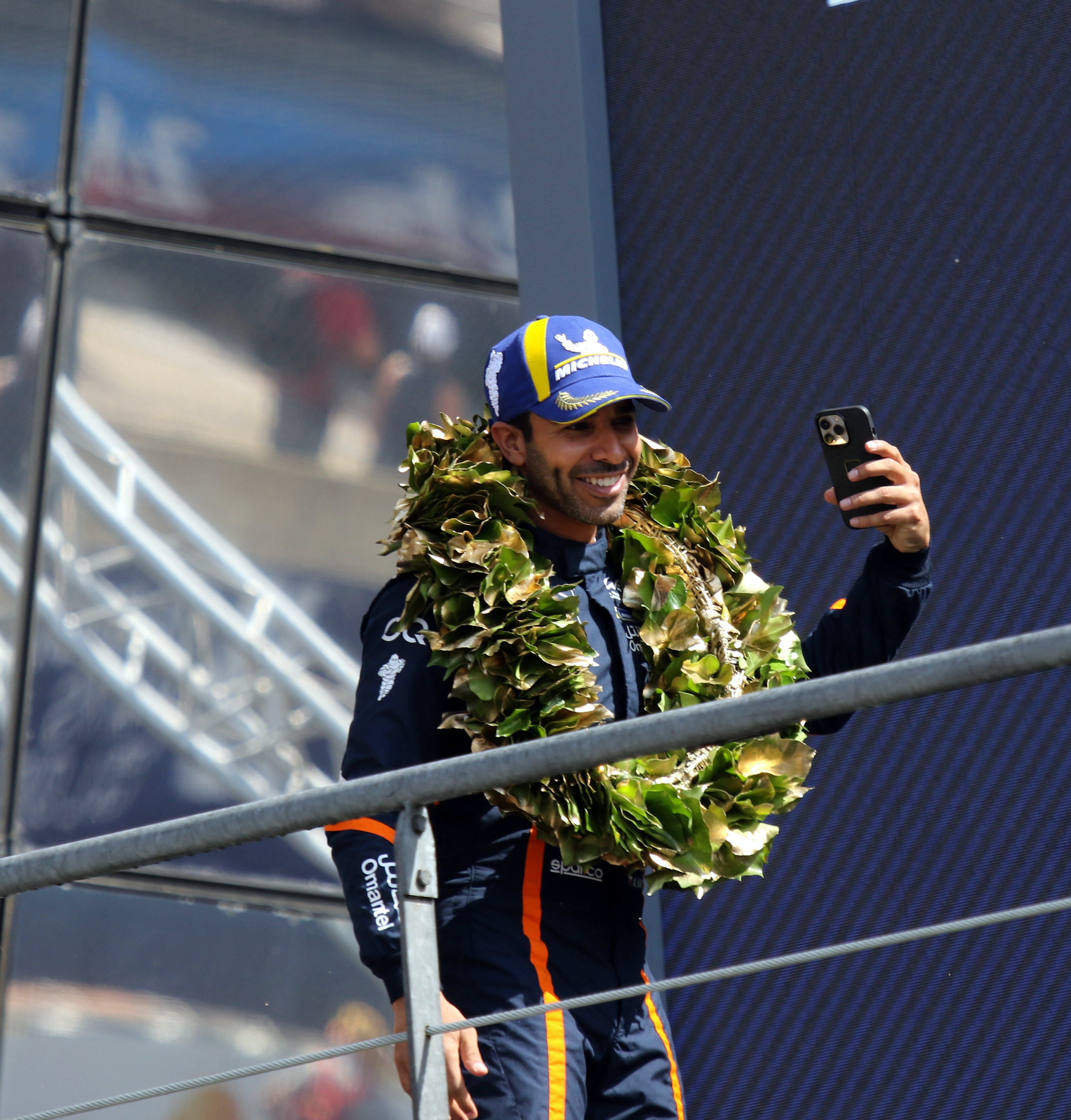
Ahmad Al Harthy 2023 in Le Mans

Ahmad Al Harthy (* 31. August 1981 in Maskat) ist ein omanischer Autorennfahrer.

## Karriere als Rennfahrer
Ahmad Al Harthy fuhr in den frühen 2000er-Jahren Formel-Ford-Rennen in den Vereinigten Arabischen Emiraten und kam 2007 in das Vereinigte Königreich, um eine professionelle Rennkarriere zu beginnen. Er startete in britischen Formel-Renault-Serien, wo er 2009 Zweiter in der Protyre Formula Renault BARC Championship wurde. Seine besten Jahresergebnisse während dieser Karrierezeit gelangen ihm im britischen Porsche Carrera Cup. Nach dem dritten Rang in der Pro-Am-Klasse 2011 gewann er diese Wertung 2012.
Ab der Saison 2012 war er einer der aktivsten Piloten im GT- und Sportwagensport. Er gewann im Aston Martin Vantage GT3 die Pro/Am-Klasse der GT World Challenge Europe Endurance Cup 2017 und 2019. 2022 debütierte er in der European Le Mans Series und 2023 in der FIA-Langstrecken-Weltmeisterschaft. Im selben Jahr endete sein erster Le-Mans-Einsatz mit dem 28. Gesamtrang.
Gesamtsiege erreichte er in der Asian Le Mans Series, wo er 2023 die Rennen in Sepang und Dubai auf einem Oreca 07 gewann.

## Statistik

### Le-Mans-Ergebnisse
| Jahr | Team      | Fahrzeug                 | Teamkollege          | Teamkollege      | Platzierung | Ausfallgrund |
| ---- | --------- | ------------------------ | -------------------- | ---------------- | ----------- | ------------ |
| 2023 | ORT by TF | Aston Martin Vantage AMR | Michael Dinan        | Charlie Eastwood | Rang 28     |              |
| 2024 | Team WRT  | BMW M4 GT3               | Maxime Martin        | Valentino Rossi  | Ausfall     | Unfall       |
| 2025 | Team WRT  | BMW M4 GT3 Evo           | Kelvin van der Linde | Valentino Rossi  | Ausfall     | Elektrik     |

### Einzelergebnisse in der FIA-Langstrecken-Weltmeisterschaft
| Saison | Team      | Rennwagen                | 1   | 2   | 3   | 4   | 5   | 6   | 7   | 8   |
| ------ | --------- | ------------------------ | --- | --- | --- | --- | --- | --- | --- | --- |
| 2023   | ORT by TF | Aston Martin Vantage AMR | SEB | POR | SPA | LEM | MON | FUJ | BAH |     |
| 2023   | ORT by TF | Aston Martin Vantage AMR | 26  | 28  | 22  | 28  | 28  | 35  | DNF |     |
| 2024   | Team WRT  | BMW M4 GT3               | KAT | IMO | SPA | LEM | SAO | AUS | FUJ | BAH |
| 2024   | Team WRT  | BMW M4 GT3               | 19  | 19  | DNF | DNF | 23  | DNF | 15  | 28  |
| 2025   | BMW WRT   | BMW M4 GT3               | KAT | IMO | SPA | LEM | SAO | AUS | FUJ | BAH |
| 2025   | BMW WRT   | BMW M4 GT3               | 28  | 20  | 23  | DNF | 27  |     |     |     |